# Trustee
Trustee — міжнародна компанія, заснована в Україні, що розробляє кілька продуктів з управління цифровими активами: криптогаманець Trustee Wallet, платформу цифрових фінансів Trustee Plus та платіжну картку Trustee Card. Має офіси в Києві, Литві та США.

## Історія
Компанію було створено 2016 року, засновниками були Вадим Груша та Ксенія Житомирська. Trustee Plus орієнтована в першу чергу на європейський ринок.
2016 року Trustee був платформою смарт-контрактів і першим реалізував продаж NFT-квитків на блокчейні. За даними розробникві, вдалося продати менше десяти квитків, а бізнеси не були масово готові до запровадження смарт-контрактів, тож 2018 року розробники сконцентрували зусилля на розробці мультивалютного гаманця, яких на той час було дуже мало.
Одним із перших інвесторів став Назар Курочко, співзасновник компанії Giga Cloud, він вклав $128 тис.. Вадим Груша є СЕО у Trustee, а Ксенія Житомирська посідає посаду СТО. Із часом Trustee Plus став платформою для цифрових фінансів, що пропонує купівлю, продаж або обмін криптовалют, а також інструменти управління і зберігання цифрових активів.
2018 року було розпочато роботу над децентралізованим гаманцем. 2022 року представники Trustee Plus брали участь у Web Summit 2022 у Лісабоні серед 24 стартапів з України.
Наприкінці 2022 року Trustee отримав авторизацію на криптодіяльність у Литві. Trustee отримала статус Virtual Asset Service Provider (VASP), його робота регулюється литовським законодавством. За даними Вадима Груші, 2022 року оцінка Trustee складала $30 млн.
Станом на вересень 2023 року, активна аудиторія Trustee Plus з України перетнула 100 тис. осіб. У липні 2024 року в Trustee Plus з'явилася підтримка розрахунків стейблкоїном USDC у мережі Solana, завдяки чому комісії за перекази суттєво знизилися та стали більш прогнозованими.
Станом на липень 2024 року платформа налічувала 180 тис. пластикових карток та 800 тисяч встановлень програм, у компанії працювало 45 людей.
На початок 2025 року платформа підтримувала понад 30 криптовалют, а за реферальною програмою було виплачено понад $200 тис..

## Продукти

### Trustee Plus
Trustee Plus — це криптовалютний гаманець із вбудованою платіжною карткою, що з'явився влітку 2022 року. Він дозволяє проводити обмін, купівлю або продаж криптовалют, виведення криптовалют на картку, а також перекази криптовалюти іншим користувачам. У березні 2025 року було випущено нову версію програми, що, серед іншого, запровадила фізичні картки, можливість отримати персональний IBAN польського банку. Станом на квітень 2025 року гаманець підтримував понад 30 криптовалют та методи TRC20, ERC20, SOL, NEAR.

### Trustee Wallet
Trustee Wallet — це гаманець для зберігання та керування криптовалютами, створений 2019 року. Він працює у вигляді мобільного додатка для iOS та Android, підтримує понад 30 криптовалют. Продукт є так званим некастодіальним гаманцем, тобто він автономно генерує криптовалютні ключі у смартфоні і не передає їх за межі пристрою. Дані зберігаються в зашифрованому сховищі без доступу до них для сторонніх додатків. Це один із найстаріших і найзахищеніших некастодіальних гаманців.

### Платіжна картка Trustee
Trustee Card — це платіжна дебетова картка, фізична або віртуальна. Проєкт почав працювати в серпні 2023 року. Картка дозволяє оплачувати покупки з автоматичною конвертацією з криптовалютного рахунку або знімати кошти в будь-яких банкоматах. Користувач може самостійно створити таку картку в застосунку Trustee Plus, яку після цього можна додати до Apple Pay або Google Pay. Випуском картки займається польський партнер компанії Quicko, що має статус Electronic Money Institution і право на випуск платіжних карток.

## Нагороди
- 2024 року ІТ-Асоціація України відзначила Trustee у дослідженні «Digital Tiger» за участі МЗС та Міністерства цифрової трансформації України. Платформу відзначили як одного з лідерів українського технологічного сегменту, важливого для економіки, орієнтованого на експорт і популярного за кордоном[24].
- 2024 — «Найкращий криптопроєкт» від Payspace Magazine Awards 2024[25]
- 2024 — «Найкращий криптостартап» від NCRYPTO Awards[26]